# Sionne
Sionne település Franciaországban, Vosges megyében. Lakosainak száma 141 fő (2022. január 1.). Sionne Chermisey, Coussey, Frebécourt, Midrevaux, Mont-lès-Neufchâteau és Seraumont községekkel határos.

## Népesség
A település népessége az elmúlt években az alábbi módon változott:
| Lakosok száma | 145  | 143  | 142  | 140  | 141  | 144  | 145  | 143  | 141  |
|               | 2013 | 2015 | 2016 | 2017 | 2018 | 2019 | 2020 | 2021 | 2022 |